# Nazionale di quidditch dell'Australia
La nazionale australiana di quidditch è la squadra ufficiale che rappresenta l'Australia e sottoposta sotto l'egida della International Quidditch Association.

## Storia
La squadra nazionale ha fatto il suo debutto nel 2012 ai Summer Games dell'International Quidditch  Association (IQA) di Oxford, nel Regno Unito.
La squadra nazionale australiana 'The Drop Bears' ha partecipato ai Giochi Globali IQA nel 2012 e 2014, arrivando rispettivamente al terzo e al secondo posto. Nel 2016 gli Australian Dropbears hanno battuto l'America 150 * -130 per vincere la Coppa del Mondo in Germania.